# Concejo Municipal de Mariño
El Concejo Municipal de Mariño es el órgano legislativo del Municipio Mariño del estado Nueva Esparta en Venezuela.

## Sede
La sede del Concejo Municipal se encuentra en la Calle Arismendi en Porlamar.

## Concejales
Los concejales son electos por elección universal, directa y secreta de los ciudadanos registrados en la jurisdicción electoral del Municipio Mariño. El método de elección es un sistema combinado: 60% Mayoritario - Nominal y 40 % Representación Proporcional - Listas cerradas y bloqueadas por método de D'Hont.
El período de un concejal es de 4 años con derecho a reelección.

## Composición
La composición del Concejo consta actualmente de nueve (9) concejales, de los cuales se elige un Presidente y dos Vicepresidentes. Adicionalmente el concejo se organiza en comisiones de trabajo para las distintas áreas que defina la legislatura. El actual presidente del concejo es Enrique Zabala Torrivilla.

### Composición Actual del Concejo (VI Legislatura)

#### Período 2021-2025[3]
| Concejales                | Partido político / Alianza |
| ------------------------- | -------------------------- |
| Carlos Ybarra             | AD                         |
| Enrique Zabala Torrivilla | ELCAMBIO                   |
| Ana Machado               | AD                         |
| Zorangel Lista            | COPEI                      |
| Javier Moy                | AD                         |
| Erick Ramírez             | PSUV                       |
| Rut López                 | PSUV                       |
| Ignacio Suárez            | FV                         |
| Juan Bautista Mata        | MUD                        |

### Composición Histórica del Concejo
Período 1989 - 1992
| Concejales:               | Partido político / Alianza |
| ------------------------- | -------------------------- |
| Pedro José Velázquez      | AD                         |
| Celina Valdés de Aguilera | AD                         |
| Carlos Rodríguez          | AD                         |
| Jesús Fernández           | AD                         |
| José Antonio Salazar      | AD                         |
| Aljadis Dubén             | COPEI                      |
| Daniel Rodríguez          | COPEI                      |
| Jesús Gamboa              | COPEI                      |
| Jesús León                | MAS                        |

Período 1992 - 1995
| Concejales:            | Partido político / Alianza |
| ---------------------- | -------------------------- |
| Jesús Rafael Gamboa    | COPEI                      |
| Daniel Rodríguez       | COPEI                      |
| Saturnino Rojas        | COPEI                      |
| Antonio Brito Martínez | COPEI                      |
| Carlos Rodríguez       | AD                         |
| Modesto Gómez          | AD                         |
| Pablo Fernández        | MAS                        |
| Jesús Fernández        | MONCHO                     |
| Ricardo González       | LIDER                      |

Período 1995 - 2000
| Concejales:            | Partido político / Alianza |
| ---------------------- | -------------------------- |
| Hernan José Gónzalez   | AD                         |
| Cruz Ramón Bermúdez    | AD                         |
| Carmen Salazar         | AD                         |
| Alfredo Díaz           | AD                         |
| Jesus Rafael Gamboa    | COPEI                      |
| Antonio Brito Martínez | COPEI                      |
| Saturnino Rojas        | COPEI                      |
| Jesus Fernández        | MONCHO                     |
| José Antonio Salazar   | MONCHO                     |

Período 2013 - 2018
| Concejales          | Partido político / Alianza |
| ------------------- | -------------------------- |
| Alexis Pereira      | MUD                        |
| Alexandro Aguiar    | MUD                        |
| Franklin Sánchez    | MUD                        |
| Oscar Carreño       | MUD                        |
| José Gregorio Gómez | MUD                        |
| José Lorenzo        | MUD                        |
| Juan Bautista Mata  | MUD                        |
| Pablo Reyes         | MUD                        |
| Porfirio Escalona   | PSUV                       |

Período 2018 - 2021
| Concejales          | Partido político / Alianza |
| ------------------- | -------------------------- |
| Rut López           | PSUV                       |
| Cesar León          | PSUV                       |
| Antonieta Mata      | PSUV                       |
| Alfredo Frontado    | PSUV                       |
| Jessika Marin       | PSUV                       |
| Jhon Villarroel     | PSUV                       |
| Willian León        | PSUV                       |
| Porfirio Escalona   | PSUV                       |
| Guillermina Carreño | PSUV                       |